# Gilles Apap
 (novembre 2024).
Pour les articles homonymes, voir Apap.
Gilles Apap est un violoniste français né le 21 mai 1963 à Bougie (Algérie), connu pour son rejet des « institutions classiques et de leurs mentalités conservatrices ».
Il commence le violon à 7 ans sans réelle motivation. Selon lui, c'est à partir de 9 ans qu'il commence à jouer avec ardeur. Il commence sa formation au conservatoire à rayonnement régional de Nice où il est l'élève d'André Robert et de Gustave Gaglio. Au Conservatoire national supérieur de musique et de danse de Lyon, il suit les cours de Véra Reynolds, et achève sa formation avec distinction à 19 ans. Il se rend aux États-Unis pour suivre des cours au Curtis Institute.
En compagnie d'amis musiciens et de son frère altiste, il crée le groupe "The Transylvanian Mountain Boys" qui produira trois disques pour Sony Classical, en plus de se produire dans le monde entier.
En 1985, il remporte le Premier Prix de musique contemporaine du concours Yehudi Menuhin. Ayant noué une relation de longue date avec ce dernier, ils travaillent, entre autres sur la cadence du troisième concerto pour violon de Mozart qui suscitera de nombreuses réactions, plus ou moins positives.
Bruno Monsaingeon, connu pour ses documentaires sur Glenn Gould, David Oïstrakh et d'autres personnalités, réalisera deux documentaires sur Gilles Apap et son approche de la musique.
Jusqu'en 2003, il est Premier Violon dans l'orchestre symphonique de Santa Barbara.
Il produit la compagnie ApapAziz Productions afin de conserver une certaine liberté de production.
Nommé le violoniste du XXIe siècle par Yehudi Menuhin, Gilles est connu pour sa virtuosité, son approche unique de la musique et son habileté à donner de la joie à chaque salle de concert.
Outre ses interprétations virtuoses des chefs-d'œuvre du répertoire classique, Gilles Apap a un goût prononcé pour les musiques traditionnelles folk, jazz, blues, fiddle irlandais, musique indienne, musique tsigane et acadienne, qu'il n'hésite pas à intégrer dans des compositions plus classiques.
Comme soliste, il joue avec des orchestres tels que Leipzig Gewandhaus, le Berliner Symphoniker, le Israel Philharmonic, le Philharmonique National Russe, le Philharmonique de Hambourg, le Boston Philharmonic ou encore le Vancouver Symphony.
En 2002, il crée un ensemble de musique de chambre, Colors of Invention avec lequel il n'hésite pas à mélanger des pièces classiques de compositeurs tels que Ravel, Vivaldi, Bartok avec des airs folkloriques traditionnels.
"Meduoteran" est l'un des projets les plus récents dans lequel le violoniste est impliqué. Ce groupe d'ethno-jazz se produisant dans divers festivals à travers tout l'Europe.
Il assumait la direction artistique pour la saison 2017 à 2018 du Nordic Chamber Orchestra.

## Citation
« Si vous voulez connaître mon compositeur préféré, eh bien, j'aime tout ce que je joue, sans quoi je ne le jouerais pas ! »

## Productions
DVD
- Apap Masala : Gilles Apap en Inde (2008)

CD
- Impressions d'enfance (2022) - Invité
- Bach to the fiddle (2019)
- Bach Beethoven Pärt (2018)
- Rhapsodie Roumaine (2018) - Invité
- Gypsy Tunes (2012)
- Romanian Rhapsody (2011) - Invité
- Sans Orchestre (2008)
- Gilles Apap : Friends (2007)
- Music for Solo Violin (2006)
- Mozart, Bach and Kreisler with The Sinfonia Varsovia (2003)
- Vivaldi's Four Seasons (2002)
- No Piano On That One (2001)
- Enescu, Debussy and Ravel with Eric Ferrand-N'Kaoua (1999)
- D'ici et d'ailleurs (1996)
- Gilles Apap & The Transylvanian Mountain Boys (1996)
- Who ? (1994)